# Touba (departamento)
Touba es un departamento de la región de Bafing, Costa de Marfil. En mayo de 2014 tenía una población censada de 75 032 habitantes.
Se encuentra ubicado al noroeste del país, cerca de la frontera con la República de Guinea.